# Sistranda
Sistranda is een plaats in de Noorse gemeente Frøya, provincie Trøndelag. Sistranda telt 690 inwoners (2007) en heeft een oppervlakte van 1 km².